# Корчевой, Юрий Петрович
Ю́рий Петро́вич Корчево́й (15 октября 1936, Киев — 2 июня 2012) — украинский советский учёный в области теплоэнергетики и теплофизики, 1997 — академик НАН Украины, 2002 — лауреат Государственной премии Украины в области науки и техники, награждён Почётной грамотой Кабинета Министров Украины, Почётной грамотой ВР Украины, почётный энергетик Украины.

## Биография
Выпускник Киевского государственного университета им. Т. Г. Шевченко, работает на кафедре физической электроники, в 1966 году защитил кандидатскую диссертацию.
С 1969 года работает в Институте электродинамики АН УССР, защитил докторскую диссертацию. С 1988 года — заместитель директора по научной работе Института проблем энергосбережения АН УССР, также возглавил отделение высокотемпературного преобразования энергии.
На базе этого отделения в 1996 году создан Научно-технический центр угольных энерготехнологий НАН Украины и Министерства топлива и энергетики Украины, становится его директором.
Его научные интересы: разработка экологически чистых технологий использования украинского угля в энергетике.
Провел ряд работ по исследованию физических явлений в термоэмисионно-плазменных преобразователях тепловой энергии в электрическую с цезиевым наполнением. Было обнаружено явление возникновения дугового разряда в межэлектродном промежутке этих преобразователей.
Является автором открытия «Явление образования фоторезонансной плазмы» — подтверждено дипломом Российской академии естественных наук и Международной ассоциацией авторов научных открытий.
Разработал научные основы процессов горения и газификации высокозольных углей, провел ряд исследований кинетики и динамики конверсии твердого топлива. Результаты его исследований использованы в изготовлении котлоагрегата на Старобешевской ТЭС, и котлоагрегата ТЭС. Под его руководством созданы «Государственная программа отечественного котлостроения и изготовления газоочистного оборудования» и программа развития энергетики на твердом топливе для Донецкого региона.
Уделял внимание научным исследованиям по утилизации илов, шламов и сухих отходов углеобогащения, относительно защиты окружающей среды от выбросов пыли, тяжёлых металлов, оксидов серы и азота. Разработал Государственную программу использования шламов и сухих отходов углеобогащения на ТЭС.
Является основателем научных школ по исследованиям процессов в низкотемпературной плазме щелочных металлов и высокоэффективных и экологически чистых угольных технологий для энергетики.
В его активе более 250 научных работ, 17 авторских свидетельств на изобретения.
Среди его учеников 10 кандидатов и 2 доктора наук.
Был председателем постоянно действующей комиссии НАН Украины по эффективному использованию в энергетике низкосортных топлив и секции «Промышленная теплоэнергетика», в составе Научно-технического совета Минтопэнерго Украины.
Был в редколлегии журнала «Проблемы общей энергетики».
Дважды был победителем Всеукраинского конкурса «Лидер топливно-энергетического комплекса»: в 2000 году — в номинации «Научная разработка», 2005 — в номинации «Учёный».
Среди работ:
- «Экотехнологии в энергетике», 1993,
- «Современные угольные энерготехнологии», 1998,
- «Экологически чистые угольные энерготехнологии», 2004,
- «Стратегия энергосбережения в Украине: аналитически-справочные материалы», в составе редколлектива, также Анатолий Долинский, Михаил Кулик, Геннадий Пивняк.

Умер в возрасте 75 лет 2 июня 2012 года. Похоронен на Байковом кладбище Киева (участок № 33).